# Artère iliaque interne
Pour les articles homonymes, voir artère iliaque.
L'artère iliaque interne (ou artère hypogastrique) est une artère systémique paire de l'abdomen. Elle vascularise le membre inférieur homolatéral et la cavité pelvienne.

## Origine
L'artère iliaque interne est issue de l'artère iliaque commune homolatérale au niveau du disque intervertébral L5-S1. 

## Trajet
L'artère iliaque interne se dirige vers le bas, en arrière et en dedans sur environ quatre centimètres. Elle se termine au niveau du bord supérieur du grand foramen ischiatique en se divisant en deux troncs : un tronc antérieur et un tronc postérieur.

## Branches terminales

### Tronc antérieur de l'artère iliaque interne
Le tronc antérieur descend le long de la paroi pelvienne et donne :
- l'artère ombilicale,
- l'artère obturatrice,
- l'artère vésicale inférieure,
- l'artère rectale moyenne,
- l'artère pudendale interne,
- l'artère glutéale inférieure,
- et chez la femme les artères utérine et vaginale.

### Tronc postérieur de l'artère iliaque interne
Le tronc postérieur descend à l'arrière de la paroi pelvienne en se terminant à proximité du tronc lombo-sacré.
Il donne :
- l'artère iliolombaire,
- l'artère sacrée latérale,
- l'artère glutéale supérieure.